# De kwis met ballen
De kwis met ballen is een Nederlands televisieprogramma uitgezonden op SBS6 waarin teams van vijf personen zo veel mogelijk quizvragen juist proberen te beantwoorden en daarmee kans maken op een geldbedrag van ten hoogste 25.000 euro. De presentatie is in handen van Johnny de Mol. Het eerste seizoen werd tijdens de zomer van 2023 wekelijks uitgezonden op de zaterdagavond, eind december dat jaar volgde een wintereditie met als naam De kwis met sneeuwballen. Het tweede seizoen volgde in het voorjaar van 2024 en werd uitgezonden als Lotto. De kwis met ballen en in het voorjaar van 2025 volgde een versie met bekende Nederlanders onder de naam Lotto. De kwis met ballen VIPS.

## Opzet
Een team dat aan de quiz meedoet, bestaat uit vijf personen. Er worden meerkeuzevragen gesteld met in totaal zes antwoorden, bij de eerste vraag zijn vijf antwoorden juist. De teamleden mogen overleggen en gaan daarna bij een antwoord staan. Een teamlid dat bij een onjuist antwoord staat, wordt door een rollende bal het water ingeduwd en ligt uit het spel – hij/zij mag ook niet meer meehelpen met het beantwoorden van de vragen. Bij teamleden die een juist antwoord geven, wordt de bal net achter hen gestopt. Dit wordt ook nog duidelijk doordat goede antwoorden groen kleuren en foute antwoorden rood. Het aantal teamleden dat nog in het spel zit staat gelijk aan hoeveel antwoorden juist zijn. Per vraag waarbij minstens één teamlid bij een juist antwoord staat, klimt het gewonnen geldbedrag omhoog in de geldladder naar maximaal 25.000 euro na tien juist beantwoorde vragen. Als de teamleden daarvoor al allemaal uit het spel liggen, verdienen ze het geldbedrag dat hoorde bij de laatste goed beantwoorde vraag.

### De kwis met sneeuwballen
Van 27 t/m 30 december 2023 om 22 uur werd er een wintereditie uitgezonden onder de titel De kwis met sneeuwballen. Hierin speelden teams van BN'ers voor 25.000 euro voor een zelfgekozen goed doel.

### Lotto. De kwis met ballen
Op 6 april 2024 startte een tweede reguliere seizoen onder de naam Lotto. De kwis met ballen, vanwege het 50-jarig bestaan van de Nederlandse Lotto. Op 13 april was in de aflevering eenmalig ook de wekelijkse Lottotrekking te zien.

## Seizoensoverzicht
| Seizoen          | Uitzendtijden                           | Aantal afleveringen | Start seizoen    | Start seizoen | Einde seizoen    | Einde seizoen | Gemiddelde kijkcijfers |
| Seizoen          | Uitzendtijden                           | Aantal afleveringen | Datum            | Kijkcijfers   | Datum            | Kijkcijfers   | Gemiddelde kijkcijfers |
| ---------------- | --------------------------------------- | ------------------- | ---------------- | ------------- | ---------------- | ------------- | ---------------------- |
| 1                | Zaterdag 21:30 – 22:30 uur              | 10                  | 24 juni 2023     | 385.000       | 26 augustus 2023 | 564.000       | 561.100                |
| Wintereditie '23 | Woensdag t/m zaterdag 22:00 – 23:00 uur | 4                   | 27 december 2023 | 527.000       | 30 december 2023 | 791.000       | 621.250                |
| 2                | Zaterdag 21:30 – 22:30 uur              | 9                   | 6 april 2024     | 624.000       | 8 juni 2024      | 593.000       | 580.444                |
| VIPS             | Zaterdag 21:30 – 22:30 uur              | 8                   | 24 mei 2025      | 668.000       | 12 juli 2025     | 512.000       | 641.625                |

## Afleveringen

### Zomer 2023
Het eerste seizoen telde tien afleveringen, waarvan de eerste verscheen op 24 juni om 21:30 uur. De andere afleveringen werden uitgezonden om 21:55 uur, al werd aflevering 4 tien minuten eerder en aflevering 10 tien minuten later uitgezonden.
| Afl. | Datum            | Kijkcijfers | Uitgestelde kijkcijfers |
| ---- | ---------------- | ----------- | ----------------------- |
| 1    | 24 juni 2023     | 385.000     | 471.000                 |
| 2    | 1 juli 2023      | 738.000     | 823.000                 |
| 3    | 8 juli 2023      | 587.000     | 717.000                 |
| 4    | 15 juli 2023     | 536.000     | 618.000                 |
| 5    | 22 juli 2023     | 578.000     | 671.000                 |
| 6    | 29 juli 2023     | 601.000     | 655.000                 |
| 7    | 5 augustus 2023  | 692.000     | 742.000                 |
| 8    | 12 augustus 2023 | 471.000     | 538.000                 |
| 9    | 19 augustus 2023 | 459.000     | 554.000                 |
| 10   | 26 augustus 2023 | 564.000     | 603.000                 |

### Winter 2023
| Afl. | Datum            | Team                                                                                         | Bedrag  | Kijkcijfers |
| ---- | ---------------- | -------------------------------------------------------------------------------------------- | ------- | ----------- |
| 1    | 27 december 2023 | Rick Romijn, Tim Klijn, Niels van Baarlen, Airen Mylene en Frank Dane                        | €10.000 | 527.000     |
| 1    | 27 december 2023 | Dennis van der Geest, Elco van der Geest en familie/vrienden                                 | —       | 527.000     |
| 2    | 28 december 2023 | Dennis van der Geest, Elco van der Geest en familie/vrienden                                 | €25.000 | 698.000     |
| 2    | 28 december 2023 | Leontien van Moorsel, Inge de Bruijn, Chatilla van Grinsven, Barbara Barend, Marianne Timmer | €2.500  | 698.000     |
| 2    | 28 december 2023 | René Froger, zoons Danny, Didier en Maxim en schoonzoon Matthijs                             | —       | 698.000     |
| 3    | 29 december 2023 | René Froger, zoons Danny, Didier en Maxim en schoonzoon Matthijs                             | €5.000  | 469.000     |
| 3    | 29 december 2023 | Michael Boogerd en familie/vrienden                                                          | €5.000  | 469.000     |
| 3    | 29 december 2023 | Koen Weijland, Tim Coronel, Richard Verschoor, Tom Coronel en Rob Kamphues                   | —       | 469.000     |
| 4    | 30 december 2023 | Koen Weijland, Tim Coronel, Richard Verschoor, Tom Coronel en Rob Kamphues                   | €10.000 | 791.000     |
| 4    | 30 december 2023 | Envy Peru, Tabitha, Janey Jacké, Megan Schoonbrood en Keta Minaj (dragqueens)                | €2.500  | 791.000     |

### Voorjaar 2024
Het tweede reguliere seizoen startte op 6 april 2024 en wordt iedere zaterdagavond om 21:30 u uitgezonden als Lotto. De kwis met ballen. De uitzending op 4 mei begon een kwartier eerder.
| Afl. | Datum         | Kijkcijfers |
| ---- | ------------- | ----------- |
| 1    | 6 april 2024  | 624.000     |
| 2    | 13 april 2024 | 567.000     |
| 3    | 20 april 2024 | 595.000     |
| 4    | 27 april 2024 | 603.000     |
| 5    | 4 mei 2024    | 628.000     |
| 6    | 18 mei 2024   | 592.000     |
| 7    | 25 mei 2024   | 577.000     |
| 8    | 1 juni 2024   | 445.000     |
| 9    | 8 juni 2024   | 593.000     |

### Voorjaar 2025
In 2025 werd er een seizoen met BN'ers als deelnemers uitgezonden.
| Afl. | Datum        | Team                                                                                                  | Bedrag    | Kijkcijfers |
| ---- | ------------ | --- | --------- | ----------- |
| 1    | 24 mei 2025  | Christiaan Bauer, Maxim Froger, John West, Billy Dans en Ammar Bozoglu                                | €10.000,- | 668.000     |
| 1    | 24 mei 2025  | Sandra Schuurhof, Maarten Steendam, Wolter Klok, Mirella van Markus en Annemarie Brüning              | —         | 668.000     |
| 2    | 31 mei 2025  | Sandra Schuurhof, Maarten Steendam, Wolter Klok, Mirella van Markus en Annemarie Brüning              | €5.000,-  | 655.000     |
| 2    | 31 mei 2025  | Kiran Badloe en vrienden                                                                              | €5.000,-  | 655.000     |
| 2    | 31 mei 2025  | Martien Meiland, Erica Renkema, Maxime Meiland, Montana Meiland en Jaap Meiland                       | —         | 655.000     |
| 3    | 7 juni 2025  | Martien Meiland, Erica Renkema, Maxime Meiland, Montana Meiland en Jaap Meiland                       | €10.000,- | 691.000     |
| 3    | 7 juni 2025  | Michel Mulder, Ronald Mulder en broers                                                                | €500,-    | 691.000     |
| 3    | 7 juni 2025  | Gijs Staverman, Lex Gaarthuis, Jeroen Nieuwenhuize, Edwin Diergaarde en Silvan Stoet                  | —         | 691.000     |
| 4    | 14 juni 2025 | Gijs Staverman, Lex Gaarthuis, Jeroen Nieuwenhuize, Edwin Diergaarde en Silvan Stoet                  | €10.000,- | 725.000     |
| 4    | 14 juni 2025 | John de Bever, Kees de Bever en vrienden                                                              | €2.500,-  | 725.000     |
| 4    | 14 juni 2025 | Carolina Dijkhuizen, Robbert van den Bergh, Gitty Pregers, Nigel Brown en Laurien Verstraten          | —         | 725.000     |
| 5    | 21 juni 2025 | Carolina Dijkhuizen, Robbert van den Bergh, Gitty Pregers, Nigel Brown en Laurien Verstraten          | €25.000,- | 576.000     |
| 5    | 21 juni 2025 | Marco Schuitmaker, Samantha Steenwijk, Andy Peelman, Sven Versteeg en Tony Berk jr.                   | €1.000,-  | 576.000     |
| 5    | 21 juni 2025 | Maria Fiselier en familie                                                                             | —         | 576.000     |
| 6    | 28 juni 2025 | Maria Fiselier en familie                                                                             | €10.000,- | 641.000     |
| 6    | 28 juni 2025 | Dyantha Brooks, Bart Ettekoven, Leontien van Moorsel, Eline de Ruig en Shownieuws-collega             | €10.000,- | 641.000     |
| 6    | 28 juni 2025 | Steven Brunswijk en familie                                                                           | —         | 641.000     |
| 7    | 5 juli 2025  | Steven Brunswijk en familie                                                                           | €10.000,- | 665.000     |
| 7    | 5 juli 2025  | Jan Joost van Gangelen, Aletha Leidelmeijer, Fresia Cousiño Arias, Wouter Bouwman en Sanne van Dongen | €10.000,- | 665.000     |
| 8    | 12 juli 2025 | Roy Donders en familie                                                                                | €2.500,-  | 512.000     |
| 8    | 12 juli 2025 | Julia Sinning, Rikkie Kollé, Ona Moody, Sophie Alink en Amber Rustenberg                              | €10.000,- | 512.000     |